# Gino Orlando
Gino Orlando (São Paulo, 3 de setembro de 1929 — São Paulo, 24 de abril de 2003) foi um futebolista brasileiro que atuou como atacante.

## Carreira
Filho dos imigrantes italianos Nicola Orlando e Teresa Ciarlarillo, nasceu no tradicional bairro do Brás, com um ano de idade foi para a Vila Pompeia, onde residiu durante muito tempo.
Filho de um ex-funcionário das  Indústrias Reunidas Francisco Matarazzo, Gino, também trabalhou nas IRFM antes de  iniciar sua carreira futebolística na Associação Atlética Matarazzo. Após atuar na Associação Atlética Matarazzo Gino foi levado para os times de base da Sociedade Esportiva Palmeiras, no final de 1947.
Apesar de ter sido 'palmeirense' na infância, e de toda a família torcer pelo clube, a carreira de Gino no Palmeiras foi curta, jogou por um ano, atuando em apenas quatro partidas (duas vitórias, um empate, um derrota) e não marcou nenhum gol pelo clube alviverde.
Saiu do Palmeiras e foi atuar no futebol do interior de São Paulo, tendo boa passagem pelo  XV de Jaú, onde atuou ao lado de grandes nomes como: Dino Sani, Gérsio Passadore e Américo Murolo. Do XV de Jaú Gino voltou a capital paulista para se destacar no extinto Comercial de São Paulo, e posteriormente transferiu-se para o São Paulo FC em 1952.

## São Paulo FC
Gino atuou no São Paulo Futebol Clube de 1952 a 1962, e foi campeão paulista em 1953 e 1957.  Gino se definia como um jogador "grosso", típico atacante trombador, característica ainda mais acentuada pelo seu biotipo forte. Gino é o maior artilheiro da história do São Paulo FC com 233 gols
Com 398 partidas disputadas pelo São Paulo Futebol Clube,Gino também é o 13.º jogador que mais atuou com a camisa do clube paulista.
Gino também fez parte do combinado São PauloFC/Seleção Paulista em jogo que fez parte da inauguração do Estádio Cícero Pompeu de Toledo, o "Estádio do Morumbi", no dia 9 de outubro de 1960. A partida foi contra o Nacional do Uruguai, a segunda do novo estádio.
Jogadores do Palmeiras e do Corinthians "turbinaram" aquele Tricolor, que bateu o Nacional do Uruguai por 3–0, com dois gols do próprio Gino e um gol do Canhoteiro.
Após atuar no São Paulo Futebol Clube por 10 anos, Gino transferiu-se para Portuguesa onde atuou de 1962 à 1964, e encerrou a sua carreira no Clube Atlético Juventus, onde atuou de 1964 à 1966.
Apesar de ter atuado diferentes equipes, Gino nutria uma maior identificação com o São Paulo Futebol Clube, e essa ligação era tão grande que após encerrar sua carreira de futebolista foi administrador do Estádio do Morumbi, cargo que ocupou de 1969 até a sua morte em 2003.

## Seleção Brasileira
Gino também foi convocado para a Seleção Brasileira de Futebol de 1956 e 1957: foram oito partidas e três gols marcados.
Teve como grande feito histórico um "gol de bicicleta" marcado a favor da Seleção Brasileira na vitória sobre a Seleção Portuguesa em 1957. O gol foi o primeiro do gênero marcado em território lusitano.

## Entrevistas
Em 1993, Sérgio forneceu uma entrevista ao Museu da Pessoa, onde discute a vida difícil antes de ingressar no amador do Palmeiras.
"A vida era cômoda enquanto eu tinha meus pais vivos. Você sabe que antigamente não era tão fácil, e eu perdi meu pai e aí já dificultou. Perdemos o dono da casa, o que mandava. A vida mudou completamente, vivemos um pouco sacrificados, larguei dos estudos, não pude estudar mais... Eu tenho o ginásio incompleto, precisava trabalhar pra poder ajudar o pessoal em casa. Nós éramos cinco irmãos, nos reunimos, e vamos trabalhar, vamos lutar, o velho morreu e precisamos dar continuidade na vida. Vida difícil, muito difícil, mas felizmente todos nós tivemos sorte. Nós procuramos a sorte e trabalhamos muito, eu viajei pro interior também. Não olhávamos tempo, não olhávamos nada, e precisávamos trabalhar. Felizmente Deus nos deu saúde e demos continuidade à vida."— Gino Orlando Em entrevista ao Museu da Pessoa

## Morte
Gino Orlando morreu em 2003, vítima de parada cardíaca aos 73 anos. Gino estava internado desde fevereiro no Hospital do Coração em São Paulo, onde foi submetido a uma cirurgia para correção de um aneurisma no tórax.

## Títulos
Palmeiras
- Campeonato Paulista: 1951
- Torneio Rio-São Paulo: 1951

São Paulo
- Campeonato Paulista: 1953 e 1957[2]

### Prêmios Individuais
- Artilheiro do Torneio Rio-São Paulo de 1958: (12 gols)